# Daley Mena
Daley Yesid Mena Palomeque (ur. 7 lutego 1985 w Quibdó) – kolumbijski piłkarz występujący najczęściej na pozycji skrzydłowego, obecnie zawodnik meksykańskiego Querétaro.

## Kariera klubowa
Mena urodził się w kolumbijskim mieście Quibdó, gdzie jako junior reprezentował barwy zespołów Cyclones Quibdó i Club Deportivo Alexis García, jednak profesjonalną karierę klubową rozpoczynał w Urugwaju, w tamtejszej stołecznej drużynie Danubio. W barwach młodzieżowych ekip tego klubu zdobył kilka mistrzostw krajowych, natomiast w swoim premierowym sezonie w pierwszym zespole Danubio, 2005/2006, strzelił 2 gole w 11 spotkaniach ligi urugwajskiej. W kolejnych rozgrywkach, 2006/2007, pomógł swojemu klubowi w wywalczeniu mistrzostwa kraju, zanotował także udział w pierwszym międzynarodowym turnieju w karierze, Copa Libertadores 2007, gdzie zespół z Montevideo odpadł już w rundzie wstępnej. Łącznie w barwach Danubio Mena rozegrał 110 ligowych meczów, w których strzelił 11 bramek.
Wiosenny sezon Clausura w rozgrywkach 2008/2009 Mena spędził na wypożyczeniu w argentyńskim CA Colón, gdzie rozegrał 17 meczów bez zdobyczy bramkowej. Z prowadzonym przez trenera Antonio Mohameda zespołem zajął wysokie, czwarte miejsce w tabeli, niepremiowane jednak awansem do żadnych międzynarodowych rozgrywek.
Latem 2011 Mena podpisał umowę z meksykańskim Querétaro FC. W meksykańskiej Primera División zadebiutował 24 lipca 2011 w przegranym 1:2 meczu z Américą, natomiast pierwszego gola zdobył 6 sierpnia tego samego roku w wygranej 2:1 konfrontacji z Pachucą. W tych samych rozgrywkach, Apertura 2011, osiągnął z zespołem sukces w postaci pierwszego w historii klubu awansu do ligowej fazy play–off.
| Sezon     | Klub         | Kraj      | Rozgrywki        | Mecze | Bramki |
| --------- | ------------ | --------- | ---------------- | ----- | ------ |
| 2005/2006 | Danubio FC   | Urugwaj   | Primera División | 11    | 2      |
| 2006/2007 | Danubio FC   | Urugwaj   | Primera División | 15    | 0      |
| 2007/2008 | Danubio FC   | Urugwaj   | Primera División | 28    | 5      |
| 2008/2009 | Danubio FC   | Urugwaj   | Primera División | 11    | 1      |
| 2008/2009 | CA Colón     | Argentyna | Primera División | 17    | 0      |
| 2009/2010 | Danubio FC   | Urugwaj   | Primera División | 23    | 0      |
| 2010/2011 | Danubio FC   | Urugwaj   | Primera División | 22    | 3      |
| 2011/2012 | Querétaro FC | Meksyk    | Primera División |       |        |